# A Franklin kézi lexikona
A Franklin kézi lexikona egy 20. század elején megjelent nagyobb terjedelmű magyar nyelvű kézilexikon.

## Leírás
A 3 darab nagy alakú – 28x20 cm-es – kötetben, körülbelül 2.900 oldal terjedelemben megjelent mű főszerkesztői Radó Antal, Fábián Béla, és Almási Antal voltak. A kiadást a Franklin Társulat Magyar Irod. Intézet és Könyvnyomda végezte el Budapesten 1911–1912-ben. Az Előszó szerint:
E Lexikonnak az a rendeltetése, hogy rövid felvilágosítással szolgáljon mindazokban, a mik az átlagos műveltségű olvasót érdeklik. Főképpen az újságolvasó közönség igényeire van tekintettel, a melynek igen gyakran van szüksége olyan kézikönyvre, mely magyarázattal, útbaigazítással szolgálhat a lapokban előforduló sokféle név, adat, esemény dolgában; a mellett figyelemmel van a tanulóifjúságra is, mely olvasmányai közben szintén igen sűrűn rászorul az efféle segítségre. Kézi Lexikont adunk, nem pedig sok kötetből álló nagyszabású ismerettárt. Tesszük ezt azért, mert ilyen lexikon most a magyar könyvpiaczon nem kapható, holott mindenkinek tapasztalása szerint éppen az ilyen lexikonra van legnagyobb szükség. Hisz száz eset közül kilenczvenben a közönség nem azért fordul lexikonhoz, hogy abból valamely tudományt vagy ismeretet alaposan elsajátítson, hanem hogy megértsen egy szót, egy kifejezést, mely előtte ismeretlen, megkapjon egy adatot, melyre hirtelenében szüksége van, megtudja a legfontosabbat egy szereplő emberről, kinek neve éppen elébe bukkan stb. Az ily olvasók nem is szeretik, ha azt, amire abban a perczben szükségök van, tán egy 10-20 hasábra terjedő kis tanulmányból kell előbb kihalászniok; az ő czéljuknak sokkal megfelelőbb egy Kézi Lexikon, a minthogy valósággal láthatjuk is, hogy az idegen irodalmakban éppen az ilyen lexikonoknak van legnagyobb kelendőségük, mint már olcsóbb áruknál fogva is a műveltség legfontosabb terjesztőinek.
Azaz a kiadó a címhez híven egy nagyobb általános kézilexikont bocsátott közre a korszak  lexikon-sorozataihoz (A Pallas nagy lexikona, Révai nagy lexikona, Tolnai világlexikona) képest.
Az egyes kötetek szecessziós gerincdíszes kötésben jelentek meg. Legalább 4-féle kötés létezett: szecessziós barna, eklektikus barna, szecessziós zöld, és szecessziós kék.

### Korabeli fogadtatás

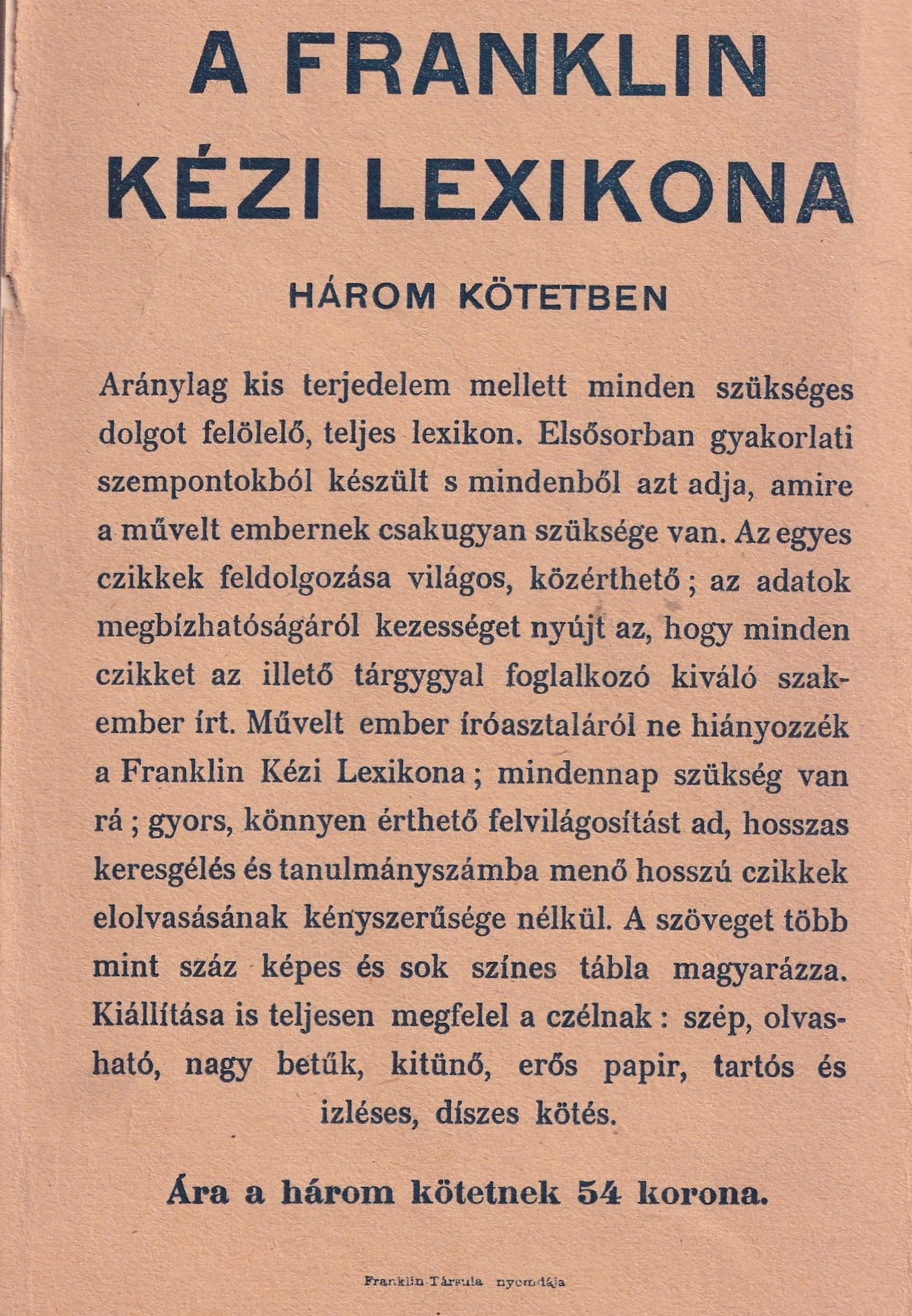
Korabeli hirdetés

A mű fogadtatása a kiadó nevezetes és minőségi könyveket megjelentető volta miatt kedvező lehetett, azonban fennmaradt egy kritika is a Nyugat című folyóiratban. Fenyő Miksa ebben rosszallását fejezte ki amiatt, hogy jelentős történelmi szereplők és fogalmak címszavai nem fordulnak elő a kötetekben: „Elvtelenebb, felületesebb, tudománytalanabb munka alig akadt a kezembe, amit kifelejtettek belőle – ezen nyilván egy külön negyventagú tudós bizottság dolgozott – amit szándékosan kihagytak, amit bevettek: egyaránt a slendriánság, a vásári munka, a tudományos lelkiismeretlenség bélyegét viseli magán.” Néhány az általa hiányolt szócikkekből: aranygyapjú, aforizma, hedonizmus, affér, ámen, avas, arab szám, betű, bíró, bálvány, biográfia; illetve – mára már részben elfeledett – nevek: Fra Bartolomeo, Francesco da Negroponte, Pietro Longhi, J. P. Laurens, Van Gogh, Albert Besnard, T. T. Heine, Ferdinand V. Keller, Alfréd Messel, Miczbán, Karacsay kódex, Enyedy Lukács, Csizmadia Sándor, Beck Ö. Fülöp, Kaffka Margit. Emellett úgy látta, hogy „a Franklin kézi lexikonjának a magyarázatai pongyolák, zavarosak és elégtelenek, sőt az olyan címszóknál, ahol úgyszólván rontani sem lehet, mert nehány száraz adat felsorolása elégséges, még ott is felesleges okvetetlenkedéssel teszi használhatatlanná magyarázatát.” 

### Előfordulása napjainkban
A sorozat fakszimile nem jelent meg máig. Elektronikusan az Arcanum.com oldalról érhető el. Antikváriusi forgalomban viszonylag gyakran elő fordul, ennek ellenére árveréseken is keresett.

## Munkatársak
A lista kötetek elején található listák alapján készült.
- Alexander Bernát
- Almási Antal
- Balog Imre
- Balog Móric
- Benedek Marcell
- Beöthy Zsolt
- Csányi Károly
- Császár Elemér
- Császár Ernő
- Császár Károly
- Dénes Lajos
- Deutsch Ernő
- Dunay Zoltán
- Fábián Béla
- Fodor Ferenc
- Gerely József
- Gerevich Tibor
- Gragger Róbert
- Hankó Vilmos
- Hauser Arthur
- Hegedűs István
- Heinrich Gusztáv
- Jánosi Imre
- Kassowitz T. Bruno
- Kemény Ferenc
- Kereszty István
- Korniss Gyula
- König Gyula
- Löw Sámuel
- Német László
- Orlay Antal
- Pályi Sándor
- Pethő Sándor
- Pogány Kálmán
- Quint József
- Radó Antal
- Rados Ignác
- Raschel Lambert
- Somogyi Antal
- Schöpflin Aladár
- Schwalm Amadé
- Szabó Dezső
- Szende Gyula
- Szokolay Kornél
- Vértes József
- Weber Mihály
- Zemplén Győző
- egyéb, fel nem sorolt munkatársak („sokan mások” jelzéssel)

## Képmellékletek
Az I. kötet 41, a II. 49, a III. pedig 33 db színes és fekete-fehér képmellékletet tartalmazott. Ezek a következők voltak:

### I. kötet
Képmellékletek: 
1. Afrika.
2. Afrikai Állatok (színes).
3. Agy- és gerinczvelő.
4. Észak-Amerika.
5. Dél-Amerika és Antillák.
6. Amerikai Állatok (színes).
7. Ausztrália.
8. Ausztráliai Állatok (színes).
9. Automobil és mótora.
10. Ázsia.
11. Ázsiai Állatok (színes).
12. Baktériumok (színes).
13. Bányászat.
14. Csillagászat.
15. Czukorgyártás.
16. Színes Díszítmények (színes)
17. Elektromosság I.
18. Elektromosság II.
19. Elektromosság III.
20. Ember-boncztan I.
21. Ember-boncztan II.
22. Ember-boncztan III.
23. Ember-boncztan IV.
24. Emberfajok I.
25. Emberfajok II.
26. Építészet I.
27. Építészet II.
28. Építészet III.
29. Építészet IV.
30. Érzékszervek.
31. Európa.
32. Fejlődéstan.
33. Fényképészet I.
34. Fényképészet II.
35. Festészet I.
36. Festészet II.
37. Festészet III.
38. Festészet IV.
39. Festészet V.
40. Festészet VI.
41. Festészet VII.
Szövegmellékletek:
1. Államháztartás és Államadósság
2. Ausztria
3. Egyesült-Államok
4. Emberfajok és nyelvek
5. Felfedezések és Találmányok
6. Felfedező utak
7. Földmívelés és Állattenyésztés
8. Francziaország

### II. kötet
Képmellékletek:
1. Gombák (színes).
2. Gőzgépek.
3. Gőzkazánok.
4. Gőzturbinák.
5. Hadihajók.
6. Hajózás.
7. Hangtan.
8. Hangszerek. I.
9. Hangszerek. II.
10. Hidak. I.
11. Hidak II.
12. Hidegházi növények (színes).
13. Hőtan.
14. Iparművészet. I. Agyagipar.
15. Iparművészet. II. Agyag és üvegipar.
16. Iparművészet. III. Bútoripar. I.
17. Iparművészet. IV. Bútoripar. II.
18. Iparművészet. V. Ötvösművek.
19. Iparművészet. VI. Textilipar.
20. Írás.
21. Káliumsó-bányászat.
22. Kristályalakok.
23. Kristályosodott ásványok.
24. Léghajózás.
25. Magyar diszítmények (színes).
26. Magyar Iparművészet. I. Agyagipar.
27. Magyar Iparművészet. II. Bútoripar.
28. Magyar Iparművészet. III. Ötvösművek.
29. Magyar Iparművészet. IV. Textilipar.
30. Magyar Művészet. I. Építészet. I.
31. Magyar Művészet. II. Építészet. II.
32. Magyar Művészet. III. Festészet. I.
33. Magyar Művészet. IV. Festészet. II.
34. Magyar Művészet. V. Festészet. III.
35. Magyar Művészet. VI. Festészet. IV.
36. Magyar Művészet. VII. Szobrászat I.
37. Magyar Művészet. VIII. Szobrászat II.
38. Magyar Viseletek. I. (szines)
39. Magyar Viseletek. II. (szines)
40. Mechanika. I.
41. Mechanika. II.
42. Melegházi növények (színes).
43. Mérges növények. I. (színes)
44. Mérges növények. II. (színes)
45. Mezőgazdasági gépek. I.
46. Mezőgazdasági gépek. II.
47. Mezőgazdasági gépek. III.
48. Motorok (Elektromótorok).
49. Munkaátvitel. (Elektromos).

Szövegmellékletek:
1. Gőzhajózás
2. Japán
3. Kína
4. Magyarország kereskedelme és ipara
5. Magyarország közlekedésügyének főbb statisztikai adatai
6. Magyarország közművelődése
7. Magyarország népessége
8. Mértékek
9. Nagybritannia és Irország
10. Német-Birodalom

### III. kötet
Képmellékletek:
1. Növénytan. I.
2. Növénytan. II.
3. Növénytan. III.
4. Nyomdabetűk.
5. Optika. I.
6. Optika. II.
7. Őskor. I.
8. Őskor. II.
9. Repülőgépek.
10. Rovarok I.
11. Rovarok. II.
12. Sörgyártás.
13. Szeszgyártás.
14. Szinház. I.
15. Szinház. II.
16. Szobrászat. I.
17. Szobrászat. II.
18. Szobrászat. III.
19. Szövőipar.
20. Távíró és telefon. I.
21. Távíró és telefon. II.
22. Távíró és telefon. III.
23. Üvegfestés (színes).
24. Vasipar.
25. Vasutak. I.
26. Vasutak. II.
27. Vasutak. III.
28. Vegytani készülékek. I.
29. Vegytani készülékek. II.
30. Vér (színes).
31. Világítás.
32. Viseletek az ókorból (színes).
33. Viseletek a 17. és 18. századból (színes).
Szövegmellékletek:
1. Olaszország
2. Orosz Birodalom
3. Pápák
4. Portugália
5. Románia
6. A vallások elterjedése a földön
7. A vasutak hossza országok szerint azaz 1909. év végén
8. Spanyolország
9. Svájcz
10. Török Birodalom
11. Világirodalom

## Kötetbeosztás
| Kötetszám | Kötetcím        | Kiadási év | Oldalszám |
| --------- | --------------- | ---------- | --------- |
| I.        | A–Gátvíz        | 1911       | 1020      |
| II.       | Gaucho–Nicotera | 1912       | 956       |
| III.      | Niczky–Zsuzsok  | 1912       | 976       |